# Интерпассивность
Интерпассивность — феномен, обозначающий лишённость человека аутентичного опыта наслаждения. Данное понятие предложено впервые венским профессором философии Робертом Пфаллером в анализе понятия интерактивности. Используется в психоанализе словенским мыслителем Славоем Жижеком для анализа современной культуры.

## Происхождение термина
Термин впервые был использован группой немецкой группой «художников-одиночек» Stiletto Studios в 1994 году, однако имел несколько другое значение, нежели позже у Пфаллера и Жижека.
Пфаллер впервые использовал термин в 1996 году на симпозиуме, названном Die Dinge lachen an unserer Stelle (рус. Вещи смеются на нашем месте) в Линце. В том же году он опубликовал статью "Um die Ecke gelacht" (trans: Laughed Around the Corner) в журнале Falter.

## Зарождение
Понятие интерпассивности было предложено Робертом Пфаллером в противоположность развивающейся черты современных медиа: интерактивности. Интерактивность заключается во вступлении человека с объектами культуры в диалогические отношения, состоящие в том, что человек перестаёт быть зрителем, начиная с ними активно взаимодействовать: «Сначала я начинаю переключать каналы, а затем принимаю участие в обсуждении Виртуального сообщества». Пассивный потребитель становится активным участником. Выведение феномена интерпассивности помогает обнаружить обратную сторону новых форм культуры, а именно лишённость человека собственного пассивного опыта наслаждения.

## Интерпассивность у Жижека
Жижек прямо заимствует данный термин у Роберта Пфаллера и проводит его анализ, заимствуя понятия лакановского психоанализа. Интерактивность сближается у Жижека с понятием хитрого разума Гегеля. Хитрость разума заключается в способности быть активным посредством другого, то есть такую позицию субъекта, когда цель, поставленная им, достигается не им самим, а с помощью какого-либо автоматического средства, либо посредством рук другого человека. Интерпассивность — пассивность посредством другого. Субъект отдаёт право наслаждаться другому, в то время как сам начинает заниматься активной деятельностью. Так, в качестве примера Жижек приводит явление закадрового смеха, когда шоу наслаждается само без участия человека. Также Жижек показывает воздействие видеомагнитофона на жизнь человека. В качестве него может выступать и любой другой носитель информации. Субъект использует магнитофон для записи тех фильмов, которые он хочет посмотреть, но, затрачивая усилия на производство этих записей, он так и не притрагивается к ним, а результатами его деятельности наслаждается сам магнитофон, в то время как человек занимается любой другой деятельностью. Здесь Жижек вводит понятие ложной активности, когда внешняя активная позиция скрывает за собой невозможность находиться в позиции пассивно воспринимающего, и, таким образом, по-настоящему наслаждающегося субъекта. Такая позиция чисто пассивного субъекта, по Жижеку, лишает человека его достоинства. Удовольствие человека не является собственным удовольствием, получаемым прямо. Человек может получать удовольствие лишь постольку, поскольку он передаёт это право Другому как фетишизированному объекту, то есть такому объекту, который он наделяет силой. Я могу быть активным и вести аутентичный образ жизни, лишь постольку, поскольку то, что я наделяю значимостью, функционирует так, как я от него ожидаю, так что я получаю возможность спокойно продолжать делать то, что я делаю, уже независимо от объекта, пока он сохраняет необходимое для меня состояние. То есть лишь постольку, поскольку Другой сохраняет за собой функцию символического регистратора действий человека, которые заменяют прямое наслаждение. Здесь встаёт проблема зависимости субъекта от объекта его пассивного опыта.

## Дальнейшее развитие
Жижек писал о том, что понятие интерпассивности может быть применено к анализу агрессии, возникающей как негативная реакция на изменение характера функционирования фетишизирующего объекта, обеспечивающего пассивный опыт. Понятие интерпассивности используется также в анализе современных социальных явлений. В таком случае она понимается как пассивная совместность субъектов современного общества, единство которых ими самими не осознается. Это порождает такие социальные проблемы как неспособность индивидов принимать самостоятельные решения, нести ответственность за свои поступки.